# Крънча
Крънча е село в Северна България. То се намира в община Дряново, област Габрово.
Към 1934 г. селото има 83 жители. Населението му към 2011 г. е 3 души. Влиза в землището на град Дряново.
В тази бивша махала на село Марча,близо до Дряново, тук, в днешното с.Крънча през 1800 г. е роден големият и всепризнат архитект Никола Фичев (Колю Фичето).

## Население
Преброяване на населението през 2011 г.
Численост и дял на етническите групи според преброяването на населението през 2011 г.:
|                     | Численост | Дял (в %) |
| Общо                | 3         | 100,00    |
| Българи             | 3         | 100,00    |
| Турци               | 0         | 0,00      |
| Цигани              | 0         | 0,00      |
| Други               | 0         | 0,00      |
| Не се самоопределят | 0         | 0,00      |
| Неотговорили        | 0         | 0,00      |